# Werner Rhode

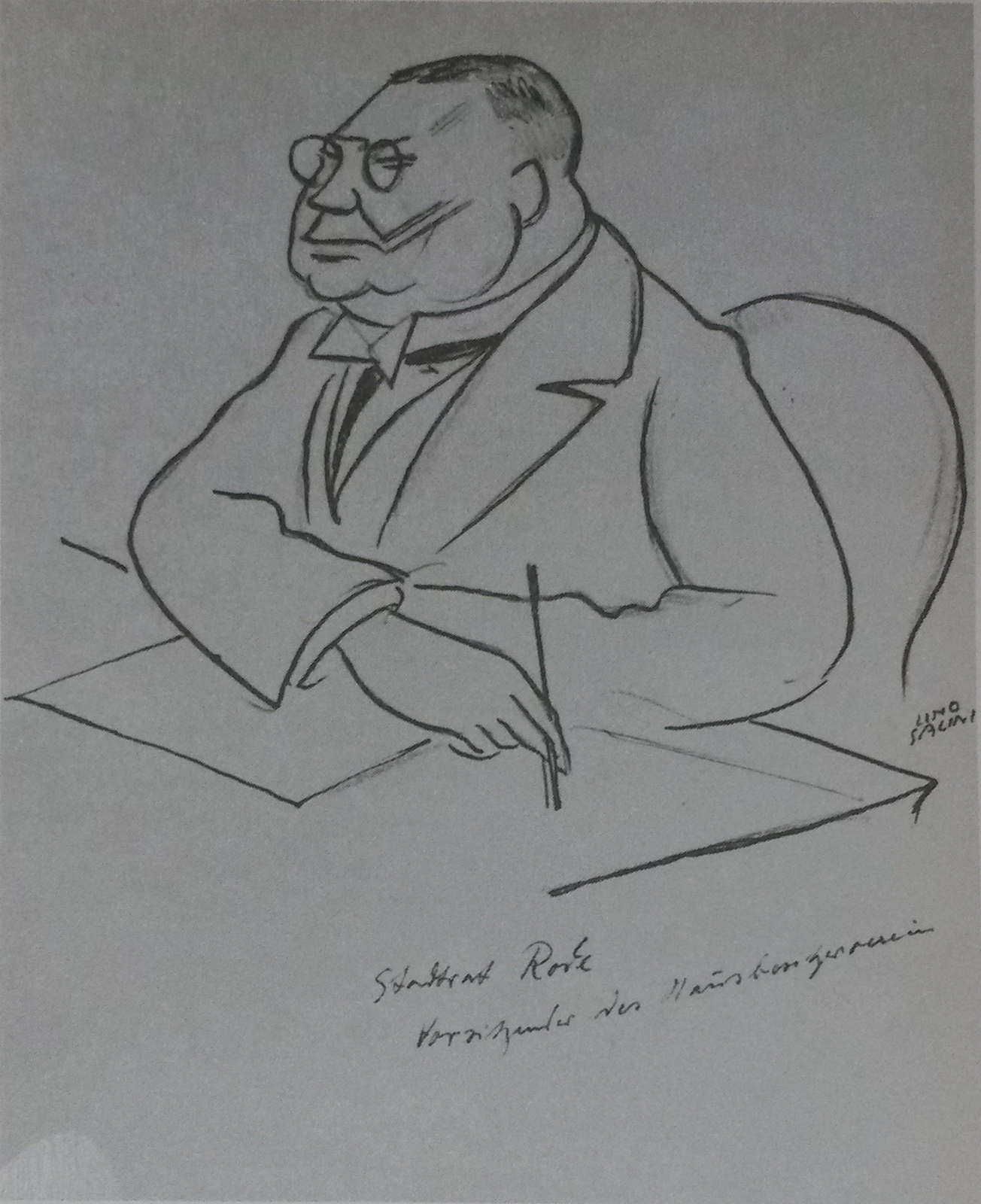
Darstellung von Werner Rhode durch Lino Salini

Werner Rhode (* 24. Mai 1884 in Hagen; † 5. März 1951 in Frankfurt am Main) war ein deutscher Jurist und Politiker.

## Leben
Rhode studierte zunächst an der Philipps-Universität Marburg Rechtswissenschaft. Am 6. Februar 1904 wurde er im Corps Teutonia zu Marburg recipiert. Als Inaktiver wechselte er an die Rheinische Friedrich-Wilhelms-Universität Bonn. Er bestand 1906 das Referendarexamen und 1912 die Assessorprüfung. 1914 wurde er in Marburg zum Dr. iur. promoviert. 1914–1918 nahm er am Ersten Weltkrieg teil, zuletzt als Hauptmann d. R. Er war ab 1920  Staatsanwaltsrat in Breslau. Ab 1922 war er Rechtsanwalt, ab 1925 auch Notar in Frankfurt am Main. Als Abgeordneter der Reichspartei des deutschen Mittelstandes saß er 1924 und 1928–1930 im Preußischen Landtag. Bei der Reichstagswahl im September 1930 wurde er in den Deutschen Reichstag gewählt, dem er bis zu seiner Mandatsniederlegung am 29. Oktober 1930 angehörte. Das Corps Lusatia Breslau verlieh ihm 1932 das Band. Verheiratet war er mit Vera geb. Schneider aus Hausdorf, Kreis Waldenburg. Aus der Ehe gingen zwei Töchter hervor.